# Виноградов, Александр Николаевич (спортсмен)
Алекса́ндр Никола́евич Виногра́дов (28 февраля 1918, Москва — 10 декабря 1988, Москва) — советский футболист и хоккеист. Заслуженный мастер спорта СССР (1946).

## Биография
Начинал как футболист — в восемнадцатилетнем возрасте был призван в армию и сразу попал в основной состав легендарной футбольной команды ЦДКА. Играл полузащитником.
В хоккей с шайбой Виноградов пришёл а возрасте около 30 лет. Игровое амплуа — защитник. Известен как силовой хоккеист, часто вступал в контактные единоборства.
Участник матчей против ЛТЦ в 1948 году.
В 1958 году окончил школу тренеров при ГЦОЛИФК. Некоторое время работал с юными хоккеистами ЦСК МО (Москва).
В 1961 году тренировал ЦСКА. Затем был направлен в Куйбышев, где создавалась новая армейская хоккейная команда. Вместе с ним в Куйбышев приехали В. Зингер, И. Трегубов, Ю. Копылов и другие игроки, которых освободил по приходе в ЦСКА новый тренер А. В. Тарасов.
В 1964 году вернулся в Москву, в «Крылья Советов», работал главным тренером команды до 1967 года.
В 1970—1980-е годы работал тренером ДЮСШ ЦСКА.

## Карьера
футболиста
- 1937—1947 — ЦСКА (чемпион СССР 1946, 1947; Обладатель Кубка СССР 1945; 107 игр, 5 голов + 9 игр, 2 гола в чемпионате 1941)
- 1948—1949 — ВВС (39 игр, 1 гол)

хоккеиста
- 1946—1947, 1953—1955 — ЦСКА (ЦДКА, ЦДСА, ЦСК МО)
- 1947—1953 — ВВС МВО

## Достижения
- Включён в список 22 лучших игроков сезона (хоккей с мячом) — 1936
- Чемпион мира 1954. На ЧМ — 6 матчей[3][4].
- Чемпион СССР 1951—1953 и 1955. Второй призёр чемпионата СССР 1947, 1949 и 1954. В чемпионатах СССР — 130 матчей, забросил 38 шайб.
- Обладатель Кубка СССР 1952, 1954 и 1955.
- Присвоены звания: Заслуженного мастера спорта СССР — 17 февраля 1947 года, Заслуженного тренера РСФСР — 16 февраля 1972 года.

## Награды
- Орден «Знак Почёта» (16.09.1960) — за успешные выступления в XVII летних и VIII зимних Олимпийских играх 1960 года, а также за выдающиеся спортивные достижения[5]
- Орден Красной Звезды (12.05.1954)
- Медаль «За боевые заслуги» (19.01.1951)
- Медаль «За трудовое отличие» (29.04.1983)
- Медаль «За победу над Германией в Великой Отечественной войне 1941—1945 гг.» (13.09.1945)
- другие государственные награды